# ديفيد وايز
ديفيد وايز (بالإنجليزية: David Wise)‏‏ (1930 - 8 أكتوبر 2018 ) صحفي، وروائي من الولايات المتحدة.

## الجوائز
- جائزة جورج بولك  [لغات أخرى]‏
- جائزة أورويل [الإنجليزية]‏

## روابط خارجية
- ديفيد وايز على موقع إن إن دي بي (الإنجليزية)